# Телефонный план нумерации Украины
Телефонный план нумерации Украины — диапазоны телефонных номеров, выделяемых различным пользователям телефонной сети общего пользования на территории Украины, специальные номера и другие особенности набора для совершения телефонных вызовов.

## Общая информация
Международный телефонный код Украины — +380.
Укртелеком использует открытый телефонный план нумерации. Операторы сотовой связи Украины используют закрытый план нумерации, что означает фиксированную одинаковую длину всех телефонных номеров в стране.
В международном формате номера телефонов имеют длину 12 цифр
+380yyxxxxxxx для звонка на Украину из-за рубежа, где:
- + — символ международного префикса;
- 380 — телефонный код Украины;
- yy — двузначный код региона или мобильного оператора;
- xxxxxxx — семизначный номер телефона абонента.

Такой способ набора используется для звонков на Украину из-за пределов страны.
В национальном формате (при звонках внутри страны) номера телефонов имеют длину 10 цифр. Вместо +380 (выхода на международную линию и международного кода Украины) набирается 0 (код выхода на междугороднюю связь или межоператорскую связь), двузначный номер региона или мобильного оператора, семизначный номер телефона абонента.
0yyxxxxxxx для звонка по Украине, где:
- 0 — префикс выхода на междугороднюю линию или на другого оператора в пределах страны;
- yy — двузначный код региона или мобильного оператора;
- xxxxxxx — семизначный номер телефона абонента.

Такой способ набора используется для звонков в пределах страны.
Для мобильной связи коды выданы в общем потоке, нет выделенного диапазона для негеографических зон.
Для звонка с Украины в другие страны следует набирать
00 код_страны код_региона номер_абонента для звонков с Украины за рубеж, где:
- 00 — способ выхода на международную линию (с мобильных телефонов набирается +);
- код_страны — телефонный код нужной страны;
- код_региона — телефонный код нужного региона;
- номер_абонента — телефонный номер нужного абонента.

## История
После распада СССР Украина, как и ряд остальных стран бывшего Союза, продолжала находиться в единой телефонной зоне с кодом +7; маршрутизация международных телефонных звонков также проходила через Москву и функционировала очень плохо. 17 октября 1992 года в Киеве была запущена первая украинская международная телефонная станция. На АТС было установлено цифровое оборудование EWSD, позволившее осуществлять автоматические международные телефонные звонки жителям 16 из 25 областей Украины.
Ввод нового национального телефонного кода Украины не был бы возможен без раздела 1 октября 1993 года кода распавшейся Югославии, благодаря чему освободились несколько диапазонов для ввода нового национального телефонного кода.
27 января 1995 года Международный союз электросвязи присвоил Украине новый телефонный код +380, который окончательно вошёл в эксплуатацию 16 апреля 1995 года. Первые минимум шесть месяцев продолжали использоваться два способа дозвона на Украину, после чего включался автоинформатор, сообщавший об изменениях правил международного дозвона на Украину.
14 октября 2009 года в 0:00 по киевскому времени (1:00 мск) был произведён переход от старых правил набора (через 8 и 8-10) к новым (через 0 и 00). Количество знаков национального номера (без транк-префикса 0) сократилось с 10 до 9. Одновременно были внесены изменения в зональную систему телефонных кодов Украины: так, Киевская область получила новый зонный код +380 45, который был зарезервирован за ней минимум с 1981 года, а номера спутниковой телефонии для связи с морскими судами были выведены в код +380 49.
Аннексия Крыма Российской Федерацией и начало боевых действий на востоке Украины привели к утрате Украиной контроля над частью территории — в Крыму были образованы субъекты Российской Федерации Республика Крым (в границах АР Крым) и город федерального значения Севастополь, а части Донецкой и Луганской областей оказались под контролем непризнанных ДНР и ЛНР.
На территории Крыма Российская Федерация установила свои телефонные коды:
- Республика Крым (стационарные номера): +380 65 → +7 365[a]
- Севастополь (стационарные номера): +380 692 → +7 8692[b]
- Крымский полуостров (мобильные номера[12]): +7 978

На востоке Украины действующие операторы ввели новые негеографические коды:
- Мобильный оператор «Феникс» (территории, контролируемые ДНР): +380 71
- Мобильный оператор «Лугаком» (территории, контролируемые ЛНР): +380 72

Основные центры логирования трафика с данных кодов находятся в Ростове-на-Дону.
Украина не признала утрату этих территорий, рассматривая их как «временно оккупированную» часть страны. 22 октября 2014 года представители Украины на конференции Международного союза электросвязи (МСЭ) призвали Международный союз потребовать от всех операторов своих стран продолжать направлять трафик в Крым и Севастополь с использованием кода Украины и не направлять международные вызовы на российские коды в Крыму. Ввести на уровне МСЭ запрет на международные вызовы в Крым по российским номерам Украине не удалось: конференция МСЭ ограничилась устным заявлением Генерального секретаря в поддержку права Украины регулировать электросвязь в Крыму, в котором, в частности отмечалась связанность МСЭ как специализированного учреждения ООН положениями резолюции ГА ООН 68/262 о непризнании изменений статуса Крыма.
Не добившись международного запрета на вызовы в Крым по российским номерам, Украина ввела таковой на национальном уровне (а в дальнейшем ввела схожие ограничения и для неконтролируемой территории Донбасса). 11 ноября Национальная комиссия, осуществляющая государственное регулирование в сфере связи и информатизации, выступила с заявлением, в котором обратила внимание украинских операторов голосовой связи на необходимость неуклонного соблюдения требований законодательства Украины при маршрутизации трафика с использованием украинской нумерации АРК и Севастополя, прекращения маршрутизации международного голосового трафика через международные центры коммутации и центры коммутации подвижной связи, «которые расположены на территории Украины», в форматах российской нумерации Крыма и необходимость при заключении договоров с операторами телекоммуникаций других стран или внесении изменений к действующим договорам учитывать требования украинского законодательства относительно рекомендаций Международного союза электросвязи по использованию украинских кодов страны. 3 марта 2015 года запрет на маршрутизацию голосового трафика через крымские центры коммутации в индексах российской нумерации выделенных для Крыма был внесён в правила пропуска трафика в телекоммуникационной сети общего пользования, а 21 марта 2017 года комиссия по регулированию в сфере связи и информатизации запретила «осуществление каких-либо договорных отношений в сфере телекоммуникаций <…> с субъектами хозяйствования, не зарегистрированными согласно законодательству Украины» и маршрутизацию через точки взаимосоединения телекоммуникационных сетей, расположенные на неподконтрольной территории Донбасса и принадлежащие не зарегистрированным по украинским законам субъектам хозяйствования.
В Оперативный бюллетень от 1 июля 2017 года МСЭ включил коды Республики Крым и города федерального значения Севастополя, оговорив однако сугубо справочный характер этих сведений, тогда как в опубликованный там же украинский план нумерации аналогичная оговорка у «Крымского региона» и города Севастополя не включалась. Тем не менее, включение российских кодов в бюллетень вызвало протест Украины, в ответ на который Генеральный секретарь Союза подтвердил, что «все Государства — Члены МСЭ должны соблюдать <…>суверенное право каждого Государства-Члена, к числу которых относится Украина, регулировать свою электросвязь в пределах своих международно признанных границ» и что принципы непризнания изменений статуса Крыма, озвученные в резолюциях 68/262, 71/205 и 72/190 «должны применяться в отношении любых действий, которые могут потребоваться от Генерального секретариата и трех Бюро, включая издание публикаций и баз данных МСЭ<…>а также в отношении любых действий, которые могут быть предприняты конференциями и ассамблеями МСЭ касательно требования Украины об использовании частотного спектра и кодов нумерации на ее территории».

## Проблемы имплементации
Начиная с момента получения Украиной собственного международного кода «380», большинство физических и юридических лиц Украины использует «югославское» написание номеров, считая, будто бы код Украины — «38», а затем пишутся коды городов или мобильных операторов, начинающиеся с цифры «0», например: +38 (067) 1234567. Однако, согласно Национальному плану нумерации Украины, коды идентификации сетей являются исключительно двузначными; к тому же первой цифрой абонентского номера в сетях фиксированной и мобильной связи не могут быть цифры «0» или «1». Согласно Плану нумерации, «0» используется как национальный (междугородный) префикс, а «1» применяется для формирования коротких номеров служб экстренного вызова, платных и информационно-справочных услуг. Таким образом, ни один из кодов городов или операторов мобильной связи не начинается и не может начинаться с «0», поскольку «0» является общеукраинским техническим префиксом. Проблема давно приобрела общенациональный масштаб. В общении людей, а также на телевидении, радио, в прессе, рекламе, на сайтах медицинских организаций, на официальных сайтах органов государственной власти и т. п. — фактически указываются номера несуществующей страны — Югославии. Даже уполномоченные представители мобильных операторов сообщают в соцсетях, будто бы «+38 — это код Украины».

## 1

### 10 — Всеукраинские горячие линии
- 10 0 50 xx xx — Укртелеком[34]

## 3

### 31 —Закарпатская область
- 31 2xx xx xx — Ужгород и Ужгородский район (за исключением города Чоп)
- 31 31x xx xx — Мукачевский район
- 31 32x xx xx — Раховский район
- 31 33x xx xx — Свалявский район
- 31 34x xx xx — Тячевский район
- 31 35x xx xx — Великоберезнянский район
- 31 36x xx xx — Воловецкий район
- 31 37x xx xx — Чоп
- 31 41x xx xx — Береговский район
- 31 42x xx xx — Хустский район
- 31 43x xx xx — Виноградовский район
- 31 44x xx xx — Иршавский район
- 31 45x xx xx — Перечинский район
- 31 46x xx xx — Межгорский район

### 32 —Львовская область
- 32 2xx xx xx — Львов
- 32 30x xx xx — Пустомытовский район
- 32 31x xx xx — Городокский район
- 32 34x xx xx — Мостисский район
- 32 36x xx xx — Самборский район
- 32 38x xx xx — Старосамборский район
- 32 39x xx xx — Жидачовский район
- 32 41x xx xx — Николаев
- 32 44x xx xx — Дрогобычский район
- 32 45x xx xx — Стрыйский район
- 32 47x xx xx — Трускавец
- 32 48x xx xx — Борислав
- 32 49x xx xx — Червоноград
- 32 51x xx xx — Сколевский район
- 32 52x xx xx — Жолковский район
- 32 54x xx xx — Каменка-Бугский район
- 32 55x xx xx — Радеховский район
- 32 56x xx xx — Новояворовск
- 32 57x xx xx — Сокальский район
- 32 59x xx xx — Яворовский район
- 32 60x xx xx — Моршин
- 32 61x xx xx — Новый Роздол
- 32 63x xx xx — Перемышлянский район
- 32 64x xx xx — Бусский район
- 32 65x xx xx — Золочевский район
- 32 66x xx xx — Бродовский район
- 32 69x xx xx — Турковский район

### 33 —Волынская область
- 33 2xx xx xx — Луцкий район (включая город Луцк)
- 33 42x xx xx — Владимир-Волынский район
- 33 44x xx xx — Нововолынск и Жовтневое
- 33 46x xx xx — Старовыжевский район
- 33 52x xx xx — Ковельский район
- 33 55x xx xx — Шацкий район
- 33 57x xx xx — Камень-Каширский район
- 33 62x xx xx — Любешовский район
- 33 63x xx xx — Турийский район
- 33 65x xx xx — Киверцовский район
- 33 66x xx xx — Ратновский район
- 33 68x xx xx — Рожищенский район
- 33 72x xx xx — Иваничевский район
- 33 74x xx xx — Локачинский район
- 33 76x xx xx — Маневичский район
- 33 77x xx xx — Любомльский район
- 33 79x xx xx — Гороховский район

### 34 —Ивано-Франковская область
- 34 2xx xx xx — Ивано-Франковск
- 34 30x xx xx — Городенковский район
- 34 31x xx xx — Галичский район
- 34 32x xx xx — Верховинский район
- 34 33x xx xx — Коломыйский район
- 34 34x xx xx — Яремча
- 34 35x xx xx — Рогатинский район
- 34 36x xx xx — Тысменицкий район
- 34 37x xx xx — Болехов
- 34 38x xx xx — Бурштын
- 34 71x xx xx — Богородчанский район
- 34 72x xx xx — Калушский район
- 34 74x xx xx — Рожнятовский район
- 34 75x xx xx — Надворнянский район
- 34 76x xx xx — Снятынский район
- 34 77x xx xx — Долинский район
- 34 78x xx xx — Косовский район
- 34 79x xx xx — Тлумачский район

### 35 —Тернопольская область
- 35 2xx xx xx — Тернопольский район (включая город Тернополь)
- 35 40x xx xx — Зборовский район
- 35 41x xx xx — Борщёвский район
- 35 42x xx xx — Подгаецкий район
- 35 43x xx xx — Подволочисский район
- 35 44x xx xx — Бучачский район
- 35 46x xx xx — Кременецкий район
- 35 47x xx xx — Козовский район
- 35 48x xx xx — Бережанский район
- 35 49x xx xx — Лановецкий район
- 35 50x xx xx — Збаражский район
- 35 51x xx xx — Теребовлянский район
- 35 52x xx xx — Чортковский район
- 35 54x xx xx — Залещицкий район
- 35 55x xx xx — Монастырисский район
- 35 57x xx xx — Гусятинский район
- 35 58x xx xx — Шумский район

### 36 —Ровненская область
- 36 2xx xx xx — Ровненский район (включая город Ровно)
- 36 32x xx xx — Заречненский район
- 36 33x xx xx — Радивиловский район
- 36 34x xx xx — Владимирецкий район
- 36 35x xx xx — Рокитновский район
- 36 36x xx xx — Вараш
- 36 37x xx xx — Демидовский район
- 36 50x xx xx — Гощанский район
- 36 51x xx xx — Корецкий район
- 36 52x xx xx — Здолбуновский район
- 36 53x xx xx — Березновский район
- 36 54x xx xx — Острожский район
- 36 55x xx xx — Сарненский район
- 36 56x xx xx — Дубенский район
- 36 57x xx xx — Костопольский район
- 36 58x xx xx — Дубровицкий район
- 36 59x xx xx — Млиновский район

### 37 —Черновицкая область
- 37 2 xx-xx-xx — Черновцы
- 37 3 0 x-xx-xx — Вижница
- 37 3 1 x-xx-xx — Хотин
- 37 3 2 x-xx-xx — Кельменцы
- 37 3 3 x-xx-xx — Новоселица
- 37 3 4 x-xx-xx — Глыбокая
- 37 3 5 x-xx-xx — Сторожинец
- 37 3 6 x-xx-xx — Кицмань
- 37 3 7 x-xx-xx — Заставна
- 37 3 8 x-xx-xx — Путила
- 37 3 9 x-xx-xx — Сокиряны
- 37 4 0 x-xx-xx — Герца
- 37 4 1 x-xx-xx — Новоднестровск

### 38 —Хмельницкая область
- 38 2 xx-xx-xx — Хмельницкий
- 38 2 xx-xx-xx — Хмельницкий район
- 38 4 0 x-xx-xx — Шепетовка
- 38 4 1 x-xx-xx — Белогорье
- 38 4 2 x-xx-xx — Славута
- 38 4 3 x-xx-xx — Полонное
- 38 4 4 x-xx-xx — Теофиполь
- 38 4 5 x-xx-xx — Волочиск
- 38 4 6 x-xx-xx — Виньковцы
- 38 4 7 x-xx-xx — Новая Ушица
- 38 4 8 x-xx-xx — Нетешин[35]
- 38 4 9 x-xx-xx — Каменец-Подольский
- 38 5 0 x-xx-xx — Старая Синява
- 38 5 1 x-xx-xx — Городок
- 38 5 2 x-xx-xx — Изяслав
- 38 5 3 x-xx-xx — Ярмолинцы
- 38 5 4 x-xx-xx — Староконстантинов
- 38 5 5 x-xx-xx — Красилов
- 38 5 6 x-xx-xx — Деражня
- 38 5 7 x-xx-xx — Летичев
- 38 5 8 x-xx-xx — Дунаевцы
- 38 5 9 x-xx-xx — Чемеровцы

### 39 —Киевстар
- 39 xxx xx xx — Киевстар (номера абонентов Golden Telecom, перешедшие сначала к Beeline, а затем — к Киевстару.)

## 4

### 41 —Житомирская область
- 41 2 xx-xx-xx — Житомирский район (включая город Житомир)
- 41 3 0 x-xx-xx — Коростышев
- 41 3 1 x-xx-xx — Пулины
- 41 3 2 x-xx-xx — Радомышль
- 41 3 3 x-xx-xx — Малин
- 41 3 4 x-xx-xx — Черняхов
- 41 3 5 x-xx-xx — Олевск
- 41 3 6 x-xx-xx — Андрушёвка
- 41 3 7 x-xx-xx — Попельня
- 41 3 8 x-xx-xx — Ружин
- 41 3 9 x-xx-xx — Чуднов
- 41 4 0 x-xx-xx — Народичи
- 41 4 1 x-xx-xx — Новоград-Волынский
- 41 4 2 x-xx-xx — Коростень
- 41 4 3 x-xx-xx — Бердичев
- 41 4 4 x-xx-xx — Барановка
- 41 4 5 x-xx-xx — Хорошев
- 41 4 6 x-xx-xx — Романов
- 41 4 7 x-xx-xx — Любар
- 41 4 8 x-xx-xx — Овруч
- 41 4 9 x-xx-xx — Емильчино
- 41 6 1 x-xx-xx — Лугины
- 41 6 2 x-xx-xx — Брусилов

### 43 —Винницкая область
- 43 2 xx-xx-xx — Винница
- 43 2 xx-xx-xx — Винницкий район
- 43 3 0 x-xx-xx — Оратов
- 43 3 1 x-xx-xx — Немиров
- 43 3 2 x-xx-xx — Жмеринка
- 43 3 3 x-xx-xx — Калиновка
- 43 3 4 x-xx-xx — Гайсин
- 43 3 5 x-xx-xx — Тульчин
- 43 3 6 x-xx-xx — Ямполь
- 43 3 7 x-xx-xx — Могилёв-Подольский
- 43 3 8 x-xx-xx — Хмельник
- 43 4 0 x-xx-xx — Крыжополь
- 43 4 1 x-xx-xx — Бар
- 43 4 2 x-xx-xx — Казатин
- 43 4 3 x-xx-xx — Тростянец
- 43 4 4 x-xx-xx — Шаргород
- 43 4 5 x-xx-xx — Ильинцы
- 43 4 6 x-xx-xx — Погребище
- 43 4 7 x-xx-xx — Литин
- 43 4 8 x-xx-xx — Томашполь
- 43 4 9 x-xx-xx — Песчанка
- 43 5 0 x-xx-xx — Вапнярка
- 43 5 1 x-xx-xx — Чечельник
- 43 5 2 x-xx-xx — Бершадь
- 43 5 3 x-xx-xx — Теплик
- 43 5 5 x-xx-xx — Тывров
- 43 5 6 x-xx-xx — Мурованые Куриловцы
- 43 5 7 x-xx-xx — Черневцы
- 43 5 8 x-xx-xx — Липовец

### 44 —Киев
- 44 xxx xx xx — Киев

### 45 —Киевская область
- 45 60x xx xx — Тетиевский район
- 45 61x xx xx — Богуславский район
- 45 62x xx xx — Ракитнянский район
- 45 63x xx xx — Белоцерковский район
- 45 64x xx xx — Ставищенский район
- 45 65x xx xx — Фастовский район
- 45 66x xx xx — Таращанский район
- 45 67x xx xx — Переяслав-Хмельницкий район
- 45 68x xx xx — Сквирский район
- 45 69x xx xx — Володарский район
- 45 70x xx xx — Згуровский район
- 45 71x xx xx — Васильковский район
- 45 72x xx xx — Обуховский район
- 45 73x xx xx — Кагарлыкский район
- 45 74x xx xx — Мироновский район
- 45 75x xx xx — Яготинский район
- 45 76x xx xx — Барышевский район
- 45 77x xx xx — Бородянский район
- 45 78x xx xx — Макаровский район
- 45 79x xx xx — Славутич
- 45 91x xx xx — Иванковский район
- 45 92x xx xx — Полесский район
- 45 93x xx xx — Чернобыль
- 45 94x xx xx — Броварский район
- 45 95x xx xx — Бориспольский район
- 45 96x xx xx — Вышгородский район
- 45 97x xx xx — Ирпень
- 45 98x xx xx — Киево-Святошинский район

### 46 —Черниговская область
- 46 2 xx-xx-xx — Чернигов и Черниговский район
- 46 3 1 x-xx-xx — Нежин
- 46 3 2 x-xx-xx — Бобровица
- 46 3 3 x-xx-xx — Ичня
- 46 3 4 x-xx-xx — Талалаевка
- 46 3 5 x-xx-xx — Бахмач
- 46 3 6 x-xx-xx — Варва
- 46 3 7 x-xx-xx — Прилуки
- 46 3 9 x-xx-xx — Сребное
- 46 4 1 x-xx-xx — Репки
- 46 4 2 x-xx-xx — Носовка
- 46 4 3 x-xx-xx — Куликовка
- 46 4 4 x-xx-xx — Мена
- 46 4 5 x-xx-xx — Городня
- 46 4 6 x-xx-xx — Козелец
- 46 5 3 x-xx-xx — Борзна
- 46 5 4 x-xx-xx — Сновск
- 46 5 5 x-xx-xx — Сосница
- 46 5 6 x-xx-xx — Короп
- 46 5 7 x-xx-xx — Корюковка
- 46 5 8 x-xx-xx — Новгород-Северский
- 46 5 9 x-xx-xx — Семеновка

### 47 —Черкасская область
- 47 2 xx-xx-xx — Черкассы и Черкасский район
- 47 3 0 x-xx-xx — Чигирин
- 47 3 1 x-xx-xx — Тальное
- 47 3 2 x-xx-xx — Каменка
- 47 3 3 x-xx-xx — Смела
- 47 3 4 x-xx-xx — Городище
- 47 3 5 x-xx-xx — Корсунь-Шевченковский
- 47 3 6 x-xx-xx — Канев
- 47 3 7 x-xx-xx — Золотоноша
- 47 3 8 x-xx-xx — Драбов
- 47 3 9 x-xx-xx — Чернобай
- 47 4 0 x-xx-xx — Звенигородка
- 47 4 1 x-xx-xx — Шпола
- 47 4 2 x-xx-xx — Катеринополь
- 47 4 4 x-xx-xx — Умань
- 47 4 5 x-xx-xx — Христиновка
- 47 4 6 x-xx-xx — Монастырище
- 47 4 7 x-xx-xx — Жашков
- 47 4 8 x-xx-xx — Маньковка
- 47 4 9 x-xx-xx — Лысянка

### 48 —Одесская область
- 48  2xx-xx-xx, 7хх-хх-хх — Одесса
- 48 4 0 x-xx-xx — Рени
- 48 4 1 x-xx-xx — Измаил
- 48 4 2 x-xx-xx — Южный
- 48 4 3 x-xx-xx — Килия
- 48 4 4 x-xx-xx — Татарбунары
- 48 4 5 x-xx-xx — Арциз
- 48 4 6 x-xx-xx — Болград
- 48 4 7 x-xx-xx — Тарутино
- 48 4 8 x-xx-xx — Сарата
- 48 4 9 x-xx-xx — Белгород-Днестровский
- 48 5 0 x-xx-xx — Теплодар
- 48 5 1 x-xx-xx — Овидиополь
- 48 5 2 x-xx-xx — Беляевка
- 48 5 3 x-xx-xx — Раздельная
- 48 5 4 x-xx-xx — Ивановка
- 48 5 5 x-xx-xx — Доброслав
- 48 5 6 x-xx-xx — Березовка
- 48 5 7 x-xx-xx — Николаевка
- 48 5 8 x-xx-xx — Ширяево
- 48 5 9 x-xx-xx — Великая Михайловка
- 48 6 0 x-xx-xx — Захарьевка
- 48 6 1 x-xx-xx — Окна
- 48 6 2 x-xx-xx — Подольск
- 48 6 3 x-xx-xx — Ананьев
- 48 6 4 x-xx-xx — Любашёвка
- 48 6 5 x-xx-xx — Саврань
- 48 6 6 x-xx-xx — Балта
- 48 6 7 x-xx-xx — Кодыма
- 48 6 8 x-xx-xx — Черноморск

### 49 — Станции спутниковой телефонии
- 49 ххх-хх-хх — Спутниковая связь с морскими судами

## 5

### 50 —Vodafone
- 50 xxx xx xx — Vodafone

### 51 —Николаевская область
- 51 2 xx-xx-xx — Николаев и Николаевский район
- 51 3 1 x-xx-xx — Братский район
- 51 3 2 x-xx-xx — Арбузинский район
- 51 3 3 x-xx-xx — Кривоозёрский район
- 51 3 4 x-xx-xx — Вознесенский район
- 51 3 5 x-xx-xx — Врадиевский район
- 51 3 6 x-xx-xx — Южноукраинск
- 51 5 1 x-xx-xx — Новобугский район
- 51 5 2 x-xx-xx — Доманёвский район
- 51 5 3 x-xx-xx — Березанский район
- 51 5 4 x-xx-xx — Очаковский район
- 51 5 8 x-xx-xx — Баштанский район
- 51 5 9 x-xx-xx — Еланецкий район
- 51 6 1 x-xx-xx — Первомайский район
- 51 6 2 x-xx-xx — Снигирёвский район
- 51 6 3 x-xx-xx — Веселиновский район
- 51 6 4 x-xx-xx — Казанковский район
- 51 6 7 x-xx-xx — Новоодесский район
- 51 6 8 x-xx-xx — Березнеговатский район

### 52 —Кировоградская область
- 52 2 xx-xx-xx — Кропивницкий, часть номеров Кропивницкого района
- 52 2xx-xx-xx, 33х-хх-хх — Кропивницкий район
- 52 3 4 x-xx-xx — Долинская
- 52 3 5 x-xx-xx — Александрия
- 52 3 6 x-xx-xx — Светловодск
- 52 3 7 x-xx-xx — Петрово
- 52 3 8 x-xx-xx — Онуфриевка
- 52 3 9 x-xx-xx — Устиновка
- 52 4 0 x-xx-xx — Компанеевка
- 52 4 1 x-xx-xx — Новгородка
- 52 4 2 x-xx-xx — Александровка
- 52 5 0 x-xx-xx — Ольшанка
- 52 5 1 x-xx-xx — Новоукраинка
- 52 5 2 x-xx-xx — Голованевск
- 52 5 3 x-xx-xx — Добровеличковка
- 52 5 4 x-xx-xx — Гайворон
- 52 5 5 x-xx-xx — Новоархангельск
- 52 5 6 x-xx-xx — Новомиргород
- 52 5 7 x-xx-xx — Бобринец
- 52 5 8 x-xx-xx — Малая Виска
- 52 5 9 x-xx-xx — Благовещенское

### 53 —Полтавская область
- 53 2 xx-xx-xx — Полтава и Полтавский район
- 53 4 0 x-xx-xx — Чернухи
- 53 4 1х-xx-xx, 2х-хх-хх — Кременчугский район
- 53 4 2 x-xx-xx — Козельщина
- 53 4 3 x-xx-xx — Кобеляки
- 53 4 4 x-xx-xx — Новые Санжары
- 53 4 5 x-xx-xx — Миргородский район
- 53 4 6 x-xx-xx — Карловка
- 53 4 7 x-xx-xx — Чутово
- 53 4 8 x-xx-xx — Кременчугский район
- 53 5 0 x-xx-xx — Котельва
- 53 5 1 x-xx-xx — Диканька
- 53 5 3 x-xx-xx — Зеньков
- 53 5 2х-хх-хх, 4x-xx-xx, 5х-хх-хх, 6х-хх-хх — Миргородский район
- 53 5 7 x-xx-xx — Оржица
- 53 5 8 x-xx-xx — Пирятин
- 53 5 9 x-xx-xx — Гребенка
- 53 6 1 x-xx-xx — Лубны
- 53 6 2 x-xx-xx — Хорол
- 53 6 3 x-xx-xx — Решетиловка
- 53 6 4 x-xx-xx — Машевка
- 53 6 5х-хх-хх, 6x-xx-xx, 7х-хх-хх — Кременчуг и Кременчугский район

### 54 —Сумская область
- 54 2 xx-xx-xx — Сумы
- 54 2 xx-xx-xx — Сумской район
- 54 4 2 x-xx-xx — Путивль
- 54 4 3 x-xx-xx — Белополье
- 54 4 4 x-xx-xx — Глухов
- 54 4 5 x-xx-xx — Лебедин
- 54 4 6 x-xx-xx — Ахтырка
- 54 4 7 x-xx-xx — Конотоп
- 54 4 8 x-xx-xx — Ромны
- 54 4 9 x-xx-xx — Шостка
- 54 5 1 x-xx-xx — Середина-Буда
- 54 5 2 x-xx-xx — Липовая Долина
- 54 5 3 x-xx-xx — Кролевец
- 54 5 4 x-xx-xx — Бурынь
- 54 5 5 x-xx-xx — Недригайлов
- 54 5 6 x-xx-xx — Ямполь
- 54 5 7 x-xx-xx — Великая Писаревка
- 54 5 8 x-xx-xx — Тростянец
- 54 5 9 x-xx-xx — Краснополье

### 55 —Херсонская область
- 55 2 xx-xx-xx — Херсон
- 55 3 0 x-xx-xx — Каланчак
- 55 3 1 x-xx-xx — Ивановка
- 55 3 2 x-xx-xx — Великая Александровка
- 55 3 3 x-xx-xx — Нововоронцовка
- 55 3 4 x-xx-xx — Геническ
- 55 3 5 x-xx-xx — Высокополье
- 55 3 6 x-xx-xx — Каховка
- 55 3 7 x-xx-xx — Скадовск
- 55 3 8 x-xx-xx — Чаплинка
- 55 3 9 x-xx-xx — Голая Пристань
- 55 4 0 x-xx-xx — Нижние Серогозы
- 55 4 2 x-xx-xx — Алёшки
- 55 4 3 x-xx-xx — Великая Лепетиха
- 55 4 4 x-xx-xx — Горностаевка
- 55 4 5 x-xx-xx — Верхний Рогачик
- 55 4 6 x-xx-xx — Берислав
- 55 4 7 x-xx-xx — Белозерка
- 55 4 8 x-xx-xx — Новотроицкое
- 55 4 9 x-xx-xx — Новая Каховка

### 56 —Днепропетровская область
- 56 2xx-xx-xx, 7хх-хх-хх — Днепр и Днепровский район
- 56 3 0 x-xx-xx — Межевая
- 56 3 1 x-xx-xx — Петропавловка
- 56 3 2 x-xx-xx — Павлоград
- 56 3 3 x-xx-xx — Першотравенск
- 56 3 4 x-xx-xx — Петриковка
- 56 3 5 x-xx-xx — Юрьевка
- 56 3 6 x-xx-xx — Терновка
- 56 3 8 x-xx-xx — Покровское
- 56 3 9 x-xx-xx — Васильковка
- 56 4 xx-xx-xx — Кривой Рог
- 56 5 0 x-xx-xx — Софиевка
- 56 5 1 x-xx-xx — Пятихатки
- 56 5 2 x-xx-xx — Жёлтые Воды
- 56 5 3 x-xx-xx — Вольногорск
- 56 5 4 x-xx-xx — Кринички
- 56 5 6 x-xx-xx — Апостолово
- 56 5 7 x-xx-xx — Широкое
- 56 5 8 x-xx-xx — Верхнеднепровск
- 56 6 xx-xx-xx — Никополь
- 56 6 3 x-xx-xx — Синельниково
- 56 6 5 x-xx-xx — Марганец
- 56 6 7 x-xx-xx — Покров
- 56 6 8 x-xx-xx — Томаковка
- 56 6 9 x-xx-xx — Солёное
- 56 9 2x-xx-xx, 5х-хх-хх — Каменское
- 56 9 0 x-xx-xx — Царичанка
- 56 9 1 x-xx-xx — Магдалиновка
- 56 9 3 x-xx-xx — Новомосковск

### 57 —Харьковская область
- 57 2xx-xx-xx, 3хх-хх-хх, 7хх-хх-хх — Харьков и ближайшие пригороды (бывший Харьковский район)
- 57 369 xx-xx — Платные горячие линии (только для Харькова и Харьковской области)[36]
- 57 4 0 x-xx-xx — Новая Водолага
- 57 4 1 x-xx-xx — Волчанск
- 57 4 2 x-xx-xx — Купянск
- 57 4 3 x-xx-xx — Изюм
- 57 4 4 x-xx-xx — Красноград
- 57 4 5 x-xx-xx — Лозовая
- 57 4 6 x-xx-xx — Чугуев
- 57 4 7 x-xx-xx — Змиёв
- 57 4 8 x-xx-xx — Первомайский
- 57 4 9 x-xx-xx — Балаклея
- 57 5 0 x-xx-xx — Двуречная
- 57 5 1 x-xx-xx — Шевченково
- 57 5 2 x-xx-xx — Великий Бурлук
- 57 5 3 x-xx-xx — Валки
- 57 5 4 x-xx-xx — Близнюки
- 57 5 5 x-xx-xx — Кегичевка
- 57 5 6 x-xx-xx — Краснокутск
- 57 5 7 x-xx-xx — Барвенково
- 57 5 8 x-xx-xx — Богодухов
- 57 5 9 x-xx-xx — Боровая
- 57 6 1 x-xx-xx — Зачепиловка
- 57 6 2 x-xx-xx — Сахновщина
- 57 6 3 x-xx-xx — Харьковский район (территория бывшего Дергачёвского района)
- 57 6 4 x-xx-xx — Богодуховский район (территория бывшего Золочевского района)
- 57 6 6 x-xx-xx — Коломак
- 57 6 8 x-xx-xx — Печенеги
- 57 781-xx-xx — Интертелеком (Харьковская область)

## 6

### 61 —Запорожская область
- 61 2xx-xx-xx, 70х-хх-хх — Запорожье и Запорожский район
- 61 3 1 x-xx-xx — Акимовка
- 61 3 2 x-xx-xx — Михайловка
- 61 3 3 x-xx-xx — Приазовское
- 61 3 6 x-xx-xx — Весёлое
- 61 3 7 x-xx-xx — Приморск
- 61 3 8 x-xx-xx — Каменка-Днепровская
- 61 3 9 x-xx-xx — Энергодар
- 61 4 0 x-xx-xx — Черниговка
- 61 4 1 x-xx-xx — Орехов
- 61 4 3 x-xx-xx — Вольнянск
- 61 4 4 x-xx-xx — Новониколаевка
- 61 4 5 x-xx-xx — Гуляйполе
- 61 4 7 x-xx-xx — Бильмак
- 61 5 3 x-xx-xx — Бердянск
- 61 5 6 x-xx-xx — Великая Белозёрка
- 61 6 2 x-xx-xx — Розовка
- 61 6 5 x-xx-xx — Пологи
- 61 7 5 x-xx-xx — Васильевка
- 61 7 8 x-xx-xx — Токмак
- 61 9 xx-xx-xx — Мелитополь

### 62 —Донецкая область
- 62 xxx-xx-xx — Донецк
- 62 3 xx-xx-xx — Макеевка
- 62 3 6 x-xx-xx — Ясиноватая
- 62 3 7 x-xx-xx — Селидово
- 62 3 9 x-xx-xx — Покровск
- 62 4 2x-xx-xx, 5х-хх-хх — Горловка
- 62 4 3 x-xx-xx — Великая Новосёлка
- 62 4 4 x-xx-xx — Волноваха
- 62 4 6 x-xx-xx — Никольское
- 62 4 7 x-xx-xx — Торецк
- 62 4 9 x-xx-xx — Дебальцево
- 62 5 0 x-xx-xx — Кировское
- 62 5 2 x-xx-xx — Енакиево
- 62 5 3 x-xx-xx — Старобешево
- 62 5 4 x-xx-xx — Торез
- 62 5 5 x-xx-xx — Шахтёрск
- 62 5 6 x-xx-xx — Снежное
- 62 5 7 x-xx-xx — Харцызск
- 62 5 9 x-xx-xx — Амвросиевка
- 62 6 xx-xx-xx — Краматорск
- 62 6 1 x-xx-xx — Лиман
- 62 6 2 x-xx-xx — Славянск
- 62 6 7 x-xx-xx — Дружковка
- 62 6 9 x-xx-xx — Александровка
- 62 7 2 x-xx-xx — Константиновка
- 62 7 3 x-xx-xx — Угледар
- 62 7 4 x-xx-xx — Бахмут
- 62 7 5 x-xx-xx — Докучаевск
- 62 7 7 x-xx-xx — Доброполье
- 62 7 8 x-xx-xx — Марьинка
- 62 7 9 x-xx-xx — Тельманово
- 62 9 xx-xx-xx — Мариуполь
- 62 9 6 x-xx-xx — Новоазовск
- 62 9 7 x-xx-xx — Мангуш

### 63 —lifecell
- 63 xxx-xx-xx — lifecell

### 64 —Луганская область
- 64 2 xx-xx-xx — Луганск
- 64 3 1 x-xx-xx — Антрацит
- 64 3 2 x-xx-xx — Красный Луч
- 64 3 3 x-xx-xx — Ровеньки
- 64 3 4 x-xx-xx — Свердловск
- 64 3 5 x-xx-xx — Краснодон
- 64 3 6 x-xx-xx — Лутугино
- 64 4 1 x-xx-xx — Перевальск
- 64 4 2 x-xx-xx — Алчевск
- 64 4 3 x-xx-xx — Брянка
- 64 4 4 x-xx-xx — Стаханов
- 64 4 5 x-xx-xx — Новоайдар
- 64 4 6 x-xx-xx — Кировск
- 64 5 1 x-xx-xx — Лисичанск
- 64 5 2x-xx-xx, 7х-хх-хх — Северодонецк
- 64 5 3 x-xx-xx — Рубежное
- 64 5 4 x-xx-xx — Кременная
- 64 5 5 x-xx-xx — Первомайск
- 64 5 6 x-xx-xx — Троицкое
- 64 6 1 x-xx-xx — Старобельск
- 64 6 2 x-xx-xx — Белокуракино
- 64 6 3 x-xx-xx — Новопсков
- 64 6 4 x-xx-xx — Марковка
- 64 6 5 x-xx-xx — Меловое
- 64 6 6 x-xx-xx — Беловодск
- 64 7 1 x-xx-xx — Сватово, также часть номеров ЧАО «Азот» (Северодонецк)
- 64 7 2 x-xx-xx — Станично-Луганское
- 64 7 3 x-xx-xx — Славяносербск
- 64 7 4 x-xx-xx — Попасная

### 65 —АР Крым
- 65 2 xx-xx-xx — Симферополь
- 65 2 xx-xx-xx — Симферопольский район
- 65 4 xx-xx-xx — Ялта
- 65 5 0 x-xx-xx — Нижнегорский
- 65 5 1 x-xx-xx — Советский
- 65 5 2 x-xx-xx — Первомайское
- 65 5 3 x-xx-xx — Раздольное
- 65 5 4 x-xx-xx — Бахчисарай
- 65 5 5 x-xx-xx — Кировское
- 65 5 6 x-xx-xx — Красногвардейское
- 65 5 7 x-xx-xx — Ленино
- 65 5 8 x-xx-xx — Черноморское
- 65 5 9 x-xx-xx — Белогорск
- 65 6 0 x-xx-xx — Алушта
- 65 6 1 x-xx-xx — Керчь
- 65 6 2 x-xx-xx — Феодосия
- 65 6 3 x-xx-xx — Саки
- 65 6 4 x-xx-xx — Джанкой
- 65 6 5 x-xx-xx — Красноперекопск
- 65 6 6 x-xx-xx — Судак
- 65 6 7 x-xx-xx — Армянск
- 65 6 9 x-xx-xx — Евпатория

### 66 —Vodafone
- 66 xxx xx xx — Vodafone

### 67 —Киевстар
- 67 xxx xx xx — Киевстар

### 68 —Киевстар
- 68 xxx xx xx — Киевстар (номера абонентов Beeline-Украина, переданные на обслуживание ЧАО «Украинские радиосистемы»[37])

### 69 —Севастополь
- 69 2 хх-хх-хх — Севастополь
- 69 2 63-хх-хх — Балаклава
- 69 2 72-хх-хх — Инкерман

## 7

### 70 —Укртелеком
- 70 3 xx xx xx — Платные горячие линии

### 71 —Феникс
- 71 xxx xx xx — Phoenix (не является официальным оператором Украины, но использовал украинский международный код +380, с 7 мая 2022 г. перешёл на использование российского кода +7 949[13])

### 72 —Лугаком
- 72 xxx xx xx — Луганск-Коммуникации (не является официальным оператором Украины, но использовал украинский международный код +380, с 7 мая 2022 г. перешёл на использование российского кода +7 959[13])

### 73 —lifecell
- 73 xxx xx xx — lifecell[38]

### 75 —Vodafone
- 75 xxx xx xx — Vodafone

### 77 —Киевстар
- 77 xxx xx xx — Киевстар

## 8

### 80 —Бесплатные горячие линии[39][40]
- 800 10 xx xx — Датагруп
- 800 20 xx xx — Астелит[41]
- 800 21 xx xx — Датагруп
- 800 22 xx xx — PEOPLEnet
- 800 30 xx xx — Киевстар[42]
- 800 31 хх хх — Макснет
- 800 33 хх хх — Бинотел[43]
- 800 35 хх хх — Стрим Телеком
- 800 40 xx xx — Vodafone
- 800 50 xx xx — Укртелеком[44]
- 800 60 xx xx — Вега телеком[45]
- 800 70 xx xx — Телесистемы Украины
- 800 75 xx xx — Интертелеком[46]
- 800 80 xx xx — Т.Р.Комьюникейшн

### 89 —SIP[47][48][49]
- 89 1 xx xx xx — SIP Датагруп[50][51][52]
- 89 2 xx xx xx — SIP Укртелеком[53][54]
- 89 3 хх xx xx — SIP Т.Р.Комьюникейшн[52]
- 89 4 xx xx xx — SIP Атлантис Телеком
- 89 5 хх xx xx — SIP Линком-3000[55]
- 89 6 xx xx xx — SIP Vodafone[56]
- 89 7 xx xx xx — SIP Киевстар[57]
- 89 9 хх xx xx — SIP Макснет[58]
- 89 1 хх хх хх — SIP Zadarma

## 9

### 90 —Укртелеком
- 90 0 xx xx xx — Платные горячие линии

### 91 —ТриМоб
- 91 xxx xx xx — ТриМоб и Lycamobile

### 92 —PEOPLEnet
- 92 xxx xx xx — PEOPLEnet

### 93 —lifecell
- 93 xxx xx xx — lifecell

### 94 —Интертелеком
- 94 xxx xx xx — Интертелеком

### 95 —Vodafone
- 95 xxx xx xx — Vodafone

### 96 —Киевстар
- 96 xxx xx xx — Киевстар

### 97 —Киевстар
- 97 xxx xx xx — Киевстар

### 98 —Киевстар
- 98 xxx xx xx — Киевстар

### 99 —Vodafone
- 99 xxx xx xx — Vodafone

### Комментарии
1. ↑  Запущен с 7 мая 2015 после недели тестирования оборудования[6]
2. ↑  С 24 сентября 2014 года, после попытки Укртелекома дистанционно уничтожить телефонную сеть Севастополя[7][8], на базе севастопольского филиала Укртелекома начал работу ГУП «Севтелеком» с российским кодом +7 8692. Руководство Укртелекома расценивает переключение сетей на российский код как «рейдерскую атаку» и призвал НКРСИ Украины блокировать трафик между Украиной и Республикой Крым с одной стороны и Севастополем с другой стороны.[9][10]

В феврале 2015 года, после отключения магистральной линии Укртелекома, соединявшей контролируемую Россией часть Крыма с подконтрольными Украине территориями, было принято решение о передаче оставшихся севастопольских абонентов «Веги телеком» в оперативное управление Севтелекому. Для них был создан отдельный счёт для оплаты услуг и выданы номера в российском коде +7 8692. Таким образом, де-факто украинский код +380 69 прекратил свою работу.[11]
3. ↑  Включение этих кодов МСЭ сопроводил оговоркой, что это было сделано по просьбе России и «не подразумевают выражения какого бы то ни было мнения со стороны МСЭ или его секретариата в отношении статуса этих территорий»
4. ↑  См. ITU Operational Bulletin (англ.). — 2017. — 1 July (no. 1127). — P. 14. — ISSN 1564-5223. Архивировано 12 февраля 2019 года. В русском издании бюллетеня указанный регион фигурирует как «Крымская область» — см. Оперативный бюллетень МСЭ. — 2017. — 1 июля (№ 1127). — С. 14. — ISSN 1564-5223. Архивировано 7 апреля 2022 года.